# Noroshi-Jutsu
Le Noroshi-Jutsu est un ensemble de techniques de communication à distance d'origine japonaise dont l'invention est attribuée à Takeda Shingen au XVIe siècle et qu'utilisaient ses mercenaires au cours de l'époque Muromachi (période Sengoku), lors des guerres contre Uesugi Kenshin.
Selon d'autres sources, ce sont les Ninja eux-mêmes qui auraient mis en place cette discipline. Le principe consistait en l'élaboration d'une technique de signalisation à base de feux et de drapeaux (Noroshi-Jutsu signifie "l'art du feu de signal").
Avec cette pyrotechnie particulière, les samouraïs ont ensuite appris à faire du feu avec les objets à portée de main pour appeler les troupes ou distraire un ennemi tout en signalant une force d'attaque pour charger.
Par la suite, cette discipline est devenue un Bugei adoptée par la classe militaire du Japon dans son ensemble.

## Littérature
- (en) Presse : Magazine Black-Belt n° 3 (Mars 1990)
- (en) Comprehensive Asian Fighting Arts (Donn F. Draeger,Robert William Smith)
- (fr) Encyclopédie technique, historique, biographique et culturelle des arts martiaux de l'Extrême-Orient (Gabrielle Habersetzer,Roland Habersetzer)